# Benirrama
Benirrama és un poble valencià, que forma part del municipi de la Vall de Gallinera. És l'entitat més baixa de la vall, a prop del castell de Gallinera.

## Història
També anomenat Benirama, Benirahama o Benerahacma al llarg de la història. Com molts dels pobles i despoblats de la Vall de Gallinera és d'origen àrab, i el prefix beni, tan usual en la toponímia valenciana i que significa «fills de». La primera documentació escrita de Benirrama es remunta al cens de 1369. El topònim Bani Rahma prové del nom d'una família i segons l'esmentat cens representava entre in terç i els dos terços de les unitats familiars que hi habitaven. Els seus habitants habituals reben el nom de benirramins i benirramines. Cal destacar el castell, anomenat de Benirrama o Gallinera, que data de principis del segle xi i que en el segle xiii pertanyia als dominis del cabdill al-Azraq. L'antic Camí Reial conforma dins del poble el carrer Major on en un dels seus extrems es troba l'església de Sant Cristòfol, la més antiga de la Vall de Gallinera, amb retaules de fins al segle xv. També hi ha el Calvari, amb taulells ceràmics que daten de finals del segle xix. El 1602 tenia 13 focs, poblats per moriscos. El 1790 es reconstruí l'església.